# Клінтон (Арканзас)
Клінтон (англ. Clinton) — місто (англ. city) в США, в окрузі Ван-Бюрен штату Арканзас. Населення — 2509 осіб (2020).

## Географія
Клінтон розташований на висоті 172 метра над рівнем моря за координатами 35°34′43″ пн. ш. 92°27′21″ зх. д. / 35.57861° пн. ш. 92.45583° зх. д. (35.578581, -92.455744). За даними Бюро перепису населення США в 2010 році місто мало площу 34,02 км², з яких 33,13 км² — суходіл та 0,90 км² — водойми.

## Демографія
Згідно з переписом 2010 року, у місті мешкали 2602 особи в 1070 домогосподарствах у складі 653 родин. Густота населення становила 76 осіб/км². Було 1244 помешкання (37/км²).
Расовий склад населення:
| - 94,7 % — білих - 0,7 % — азіатів - 0,5 % — корінних американців - 0,3 % — чорних або афроамериканців - 1,4 % — осіб інших рас |

До двох чи більше рас належало 2,4 %. Іспаномовні складали 6,9 % від усіх жителів.
За віковим діапазоном населення розподілялося таким чином: 21,6 % — особи молодші 18 років, 56,1 % — особи у віці 18—64 років, 22,3 % — особи у віці 65 років та старші. Медіана віку мешканця становила 43,7 року. На 100 осіб жіночої статі у місті припадало 94,0 чоловіків; на 100 жінок у віці від 18 років та старших — 89,8 чоловіків також старших 18 років.
Середній дохід на одне домашнє господарство становив 42 257 доларів США (медіана — 33 882), а середній дохід на одну сім'ю — 52 451 долар (медіана — 45 848). За межею бідності перебувало 23,3 % осіб, у тому числі 28,7 % дітей у віці до 18 років та 18,9 % осіб у віці 65 років та старших.
Цивільне працевлаштоване населення становило 882 особи. Основні галузі зайнятості: освіта, охорона здоров'я та соціальна допомога — 16,9 %, роздрібна торгівля — 16,4 %, будівництво — 13,8 %, науковці, спеціалісти, менеджери — 11,6 %.
За даними перепису населення 2000 року в Клінтоні мешкало 2283 особи, 626 сімей, налічувалося 1007 домашніх господарств і 1123 житлових будинки. Середня густота населення становила близько 76,1 людину на один квадратний кілометр. Расовий склад Клінтона за даними перепису розподілився таким чином: 95,71 % білих, 0,04 % — чорних або афроамериканців, 0,74 % — корінних американців, 0,13 % — азіатів, 2,06 % — представників змішаних рас, 1,31 % — інших народів. Іспаномовні склали 2,67 % від усіх жителів міста.
З 1007 домашніх господарств в 26,1 % — виховували дітей віком до 18 років, 49,7 % представляли собою подружні пари, які спільно проживали, в 8,8 % сімей жінки проживали без чоловіків, 37,8 % не мали сімей. 35,5 % від загального числа сімей на момент перепису жили самостійно, при цьому 20,6 % склали самотні літні люди у віці 65 років та старше. Середній розмір домашнього господарства склав 2,22 особи, а середній розмір родини — 2,87 особи.
Населення міста за віковим діапазону за даними переписом 2000 року розподілилося таким чином: 23,1 % — жителі молодше 18 років, 7,5 % — між 18 і 24 роками, 23,8 % — від 25 до 44 років, 23,6 % — від 45 до 64 років і 22,0 % — у віці 65 років та старше. Середній вік мешканця склав 42 роки. На кожні 100 жінок в Клінтоні припадало 90,3 чоловіків, у віці від 18 років та старше — 85,3 чоловіків також старше 18 років.
Середній дохід на одне домашнє господарство в місті склав 22 206 доларів США, а середній дохід на одну сім'ю — 30 792 долара. При цьому чоловіки мали середній дохід в 24 750 доларів США на рік проти 19 152 долара середньорічного доходу у жінок. Дохід на душу населення в місті склав 15 514 доларів на рік. 15,7 % від усього числа сімей в окрузі і 17,9 % від усієї чисельності населення перебувало на момент перепису населення за межею бідності, при цьому 21,7 % з них були молодші 18 років і 16,7 % — у віці 65 років та старше.

## Відомі уродженці
- Боббі Бернетт — професійний футболіст.
- Джон Харгіс — плавець, олімпійський чемпіон 1996 року.